# Anthony Swofford
Anthony Swofford (født 12. august 1970 i Fairfield i Californien) er en amerikansk forfatter og tidligere marinesoldat i det amerikanske marinekorps.
Hans mest kendte bog er den selvbiografiske Jarhead fra 2003. Den beskriver hans tid bl.a. under Golfkrigen i 1991 i marinekorpset som snigskytte i en observations- og måludpegningsdeling i 2. bataljon, 7. Marines. Jarhead blev filmatiseret i 2005.
Efter krigen blev Swofford uddannet på American River College i Sacramento, UC Davis, hvor han fik en bachelorgrad i engelsk, samt på University of Iowa Writers Workshop. Han underviste i engelsk på Lewis and Clarke College og St. Marys College of California, indtil han solgte filmrettighederne til Jarhead. Swoffords fiktion og nonfiktion har været at læse i The New York Times, Harper's, Men's Journal, The Iowa Review og andre publikationer. Hans næstsidste bog, Exit A, udkom i januar 2007. Hotels, Hospitals and Jails er fra 2012.